# 八十日間世界一周
『八十日間世界一周』（はちじゅうにちかんせかいいっしゅう、フランス語: Le tour du monde en quatre-vingt jours・英語: Around the World in eighty Days）は、ジュール・ヴェルヌによる1873年出版（厳密には前年にパリの新聞『ル・タン』に連載されたものを単行本化）のフランスの冒険小説。挿絵はアルフォンス・ド・ヌヴィルとレオン・ベネット。
時は後期ビクトリア朝。イギリス人資産家フィリアス・フォッグが執事のジャン・パスパルトゥーを従えて、世界を80日間で一周しようと試みる波瀾万丈の物語である。
当時はトーマス・クック社主催による世界一周ツアーの第1回目が行われている最中であり、ヴェルヌ家の記録によると、ヴェルヌはこれに刺激されて本作を書いたとされる。

## あらすじ
物語は1872年10月2日のロンドンに始まる。独身の紳士、フィリアス・フォッグは物事を尋常ではない正確さで行う習慣と、カードゲームに熱中する癖があったが、ロンドンの紳士クラブ「リフォーム・クラブ」（The Reform Club）のメンバーであること以外は全く謎で、裕福であることの理由も定かではなかった。
フォッグの前の執事はひげそりに使うお湯の温度を華氏で2度間違えたために解雇されてしまい、新たにこれまた規則正しい生活態度を尊ぶフランス人のパスパルトゥーが雇われた。
その日の夜、リフォーム・クラブでフォッグは会員たちと新聞のある記事について議論をした。「イギリス領インド帝国に新たに鉄道が設けられた」という記事と、それに伴って以下のように80日で世界一周ができるという計算結果が載っており、フォッグはこれが実現可能なものであると主張する。
| 地名                          | 手段             | 滞在期間（日） | 合計（日） |
| ----------------------------- | ---------------- | -------------- | ---------- |
| ロンドン/スエズ               | 鉄道および蒸気船 | 7              | 7          |
| スエズ/ボンベイ               | 蒸気船           | 13             | 20         |
| ボンベイ/カルカッタ           | 鉄道             | 3              | 23         |
| カルカッタ/香港               | 蒸気船           | 13             | 36         |
| 香港/横浜                     | 蒸気船           | 6              | 42         |
| 横浜/サンフランシスコ         | 蒸気船           | 22             | 64         |
| サンフランシスコ/ニューヨーク | 鉄道             | 7              | 71         |
| ニューヨーク/ロンドン         | 蒸気船および鉄道 | 9              | 80         |

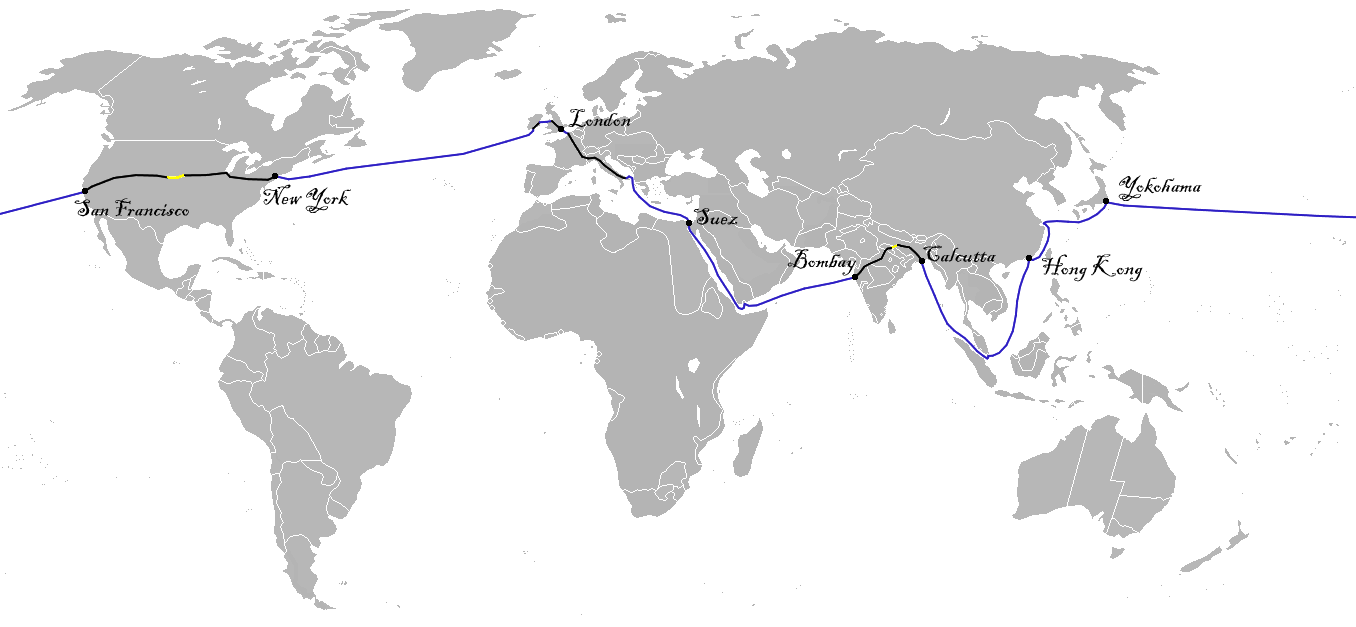
世界一周の道筋

フォッグはこれを立証するために自ら世界一周に出ることを宣言し、自分の全財産の半分にあたる20,000ポンドをクラブの会員たちとの賭け金にする。残りは旅費に充てるため、期限内に世界一周を果たせなかった場合、全財産を失うことになる。フォッグは当惑するパスパルトゥーを伴って、10月2日午後8時45分発の列車でロンドンを発つ。彼のリフォーム・クラブへの帰還は80日後の12月21日の同じ時刻とされた。
フォッグとパスパルトゥーは、時刻通りにスエズ運河へ到着するが、エジプトに滞在している間、フォッグはスコットランド・ヤードの刑事、フィックスにひそかに監視されていた。フィックスはイギリスの銀行で起きた盗難事件の犯人捜索のため派遣されたが、フォッグの容貌が容疑者と似ていたために、彼を犯人と思い込んでいたのだった。しかし、出発までに逮捕令状を取得できなかったため、フィックスはボンベイ行きの蒸気船に乗船する。船内でフィックスは自分の下心を隠し、パスパルトゥーに接近する。
予定より2日早くフォッグとパスパルトゥーはボンベイに到着し、交通手段を鉄道に切り替えてカルカッタに向かうが、くだんの鉄道はまだレールの敷設工事中であることが明らかになる。代わりの手段として、フォッグは象を2,000ポンドという途方もない金額で購入する。
象でカルカッタに向かう途中、彼らはサティー（未亡人の女性が夫の後を追い殉死するインド古来の儀式）へと向かう行列に遭遇し、その中に翌朝儀式の生贄にされる若いインド人の女性、アウダを見出す。彼女は麻薬で意識が朦朧としており、また、現地のガイドによると、本人は殉死を望んでいないという。2人は彼女を救出することにし、行列の後をつけて儀式が行われる場所までたどりつく。パスパルトゥーはインド人女性が共に焼かれる夫の遺体の安置場所を発見し、ある計略を思いつく。夜が明けてサティーが始まると、パスパルトゥーはそれまで身を隠していた薪の中から突然起き上がり、死んだ夫が蘇ったふりをし、恐怖におびえている僧たちを尻目にアウダを運び去る。
救出したアウダを連れた一行はカルカッタに到着し、香港行きの蒸気船に乗り込む。フィックスもカルカッタにたどり着くが、またしても逮捕令状を取り損ね、香港まで一行の後を追う羽目になった。船の中でフィックスはパスパルトゥーの前に現れ、パスパルトゥーは知り合いに再会できたことを喜ぶ。
一行は香港に着くが、アウダの身柄を預けようとしていた彼女の遠戚が、すでに他の土地に移ってしまったことが明らかになり、フォッグはアウダをヨーロッパまで連れて行くことを決める。未だに逮捕令状を手に入れられないフィックスは、香港こそイギリス領土内でフォッグを逮捕できる最後のチャンスだと考えていた。フィックスは居酒屋でパスパルトゥーに自分の身分と旅の目的を明かしたが、忠実な彼は主人が盗みを働いたとは信じなかった。フィックスは自分の計画を知ってしまったパスパルトゥーを酔いつぶしたあげく、その店がたまたまアヘン窟だったことから麻薬で前後不覚にする。パスパルトゥーは意識朦朧となりながら、どうにか横浜行きの蒸気船に乗り込んだが、主人に船の出航が繰り上げになったことを伝えられなかった。
翌日、フォッグは日本への移動手段が絶たれたことに気づく。彼は次の目的地である横浜へ向かう船を探し、最終的に小さな水先案内船を見つけ、船長に大金を握らせてアウダ、フィックスとともに横浜経由・サンフランシスコ行きの大型船の出発地、上海へ向かう。洋上で時化に遭うものの、上海で運良く乗船予定だった船に助けられて横浜にたどり着き、フォッグはサーカス団の団員としてアメリカへ渡ろうとしていたパスパルトゥーを発見する。
無事再会した4人は、太平洋を横断しサンフランシスコへ向かう蒸気船に乗る。フィックスは、イギリス領土を離れてしまった今となっては、旅を邪魔することをやめて、フォッグを本国で逮捕するべくできるだけ早くイギリスへたどり着けるよう助力することをパスパルトゥーに約束する。
サンフランシスコで一行はニューヨーク行きの大陸横断鉄道に乗り込むが、列車がインディアンの襲撃を受け、パスパルトゥーと他の2人の乗客が人質として拉致されてしまう。フォッグは旅よりもパスパルトゥーの救出を優先し、砦の近くの兵士たちとインディアンの集落に向かい、無事人質たちの解放に成功する。
人質救出で生じた遅れを取り戻すため、一行はそりを雇い、オマハへ向かった。そこでどうにか時刻通りにシカゴ行きの列車に乗り込むことができ、シカゴでニューヨーク行きの列車に乗り換える。しかし、ニューヨークに着いた一行は、乗ろうとしていたリバプール行きの蒸気船が45分前に出港してしまったことを知る。
翌日、フォッグは大西洋を横断するための手段を探し、ボルドー行きの小さな商船を見つけた。船長は一行をリバプールまで乗せていくことを拒み、フォッグたちはボルドーまでという条件で乗船するが、洋上で乗組員を金で買収し、船の針路をリバプールに変更させる。ところが、目一杯炉の火を焚き続けたため、燃料がなくなってしまう。フォッグは再度大枚をはたいて船長から船の船体と機関以外だけを買い、船の木製の部分を乗組員たちに燃料として燃やさせた。
12月21日に一行はリバプールへ到着し、列車で行けば悠々ロンドンに着けると思われたが、イギリス領へ戻った途端、フィックスは横浜で受け取っていた逮捕令状をもってフォッグを逮捕してしまう。しかし、やがて本物の盗人は3日前に逮捕されていたことが明らかになる。釈放されたフォッグはフィックスを殴った後、急いでロンドンへ向かうが、予定の列車に乗ることができず、約束から5分遅れた午後8時50分にロンドンへ到着した。それは、彼が賭けに負け全財産を失うことを意味しており、彼はクラブへは向かわず自宅へ戻った。
翌日の夜、フォッグはロンドンの自邸にて、アウダに今後質素な生活しか送ることができず、経済的に支えることができなくなったとして、ロンドンまで連れてきてしまったことを詫びるが、アウダは、どのような苦境も2人なら分かちあえるとし、自分を妻にしてほしいと言う。フォッグは翌日の月曜日に結婚式を挙げようと、パスパルトゥーを牧師の元に使いに出すが、パスパルトゥーはそこで、今日こそが約束の日であることを知る。一行は東回りで世界一周したため、日付変更線を横切り、丸1日稼いでいたのだ。
パスパルトゥーは急いでフォッグの元に戻り、リフォーム・クラブへ主人を送り出した。フォッグは期限の時刻ぴったりにクラブへ到着し、賭けに勝利したことを宣言する。こうして、世界一周の旅は終わりを告げた。しかし、旅費に相当な金額を使っていたため、賭けによる利益はわずかであり、それもパスパルトゥーとフィックスに分け与えたため、この旅で彼が得たものなど何もなかった。ただ1人、彼をもっとも幸福な人間にした美しい女性を除いて。物語は、しかし、たとえまったく意味がなくても、人は世界一周をするだろうと結ばれる。

## 日本語訳版
- 川島忠之助訳『新説 八十日間世界一周』前後編 私家版 1878、1880年[9]
  - 川島は横須賀造船所黌舎でフランス語と英語を習得後、海軍省から大蔵省管轄の富岡製糸場の通訳を経て横浜の生糸輸出商社「和蘭八番館」の番頭となり、雨宮敬次郎の通訳としてフィラデルフィア万国博覧会に同行した際、大陸横断鉄道の売店で手に入れた英訳本『八十日間世界一周』に認められる増補部分に興趣をかき立てられ、さきにパリの三井物産にいた従兄の中島才吉から贈られたフランス語原本（1872刊）と照しあわせて、邦訳を思い立った[10]。なお、川島の翻訳は本書含む3冊のみで、その後横浜正金銀行に勤務した[10]。
- 井上勤訳『通俗 八十日間世界一周』自由閣 1888年[11]
- 松村喜雄・三宅一郎共訳『八十日間の世界一周』鱒書房 1956年
- 江口清訳 東京創元社 1957年 のち角川文庫
- 北村小松訳 荒地出版社 1957年 - 劇場版のスチル写真をカバーや口絵に使用[12]
- 吉岡光雄訳 南雲堂 1966年
- 田辺貞之助訳 集英社 1967年 のち創元SF文庫・創元推理文庫 - 南村喬之挿絵
- 内田庶訳 学習研究社 1969年
- 木村庄三郎訳 旺文社文庫 1973年
- 北村良三訳 朝日ソノラマ 1974年  - 中村英夫挿絵
- 古賀弘人訳 小学館 1977年
- 鈴木啓二訳 岩波文庫 2001年 - 原書の挿絵を収録
- 高野優訳 光文社古典新訳文庫 上下 2009年 - 原書の挿絵を収録

## 主な登場人物
- フィリアス・フォッグ卿　　イギリスの貴族

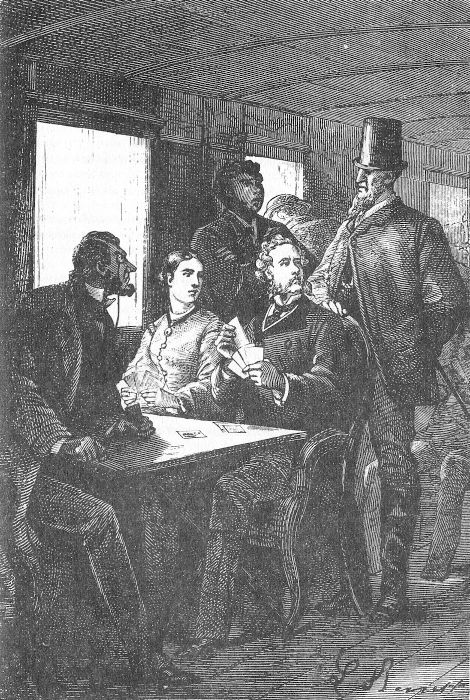
左からフィックス、アウーダ、パスパルトゥー、フォッグ、プロクター大佐

- ジャン・パスパルトゥー　　フォッグ卿の下男
- フィックス　　　　　　　　イギリスの刑事
- フランシス・クロマーティ　イギリスの陸軍少将
- アウーダ夫人　　　　　　　インド藩主の未亡人
- ジョン・ハンズビー　　　　タンカデール号の船長
- スタンク・プロクター　　　アメリカの大佐

## 『八十日間世界一周』に魅了された人々
ここでは、ヴェルヌの描いた世界の虜になって、主人公フィリアス・フォッグを真似ようとした人々を紹介する。
- 1889年 - ネリー・ブライは彼女の勤めていた新聞社である『ニューヨーク・ワールド』のために世界を80日間で一周しようと試みた[13]。彼女はその旅を72日間で成し遂げてみせた。途中フランス滞在時にアミアンのヴェルヌの自宅を訪れている[13]。このブライの企画に対抗する形で雑誌社から派遣されたエリザベス・ビスランドは76日を要してブライを上回ることは出来なかった[13]。
- 1908年 - ハリー・ベンズリーは賭けにおいて、世界を徒歩で、また鉄仮面をかぶりながら一周しようと試みた。
- 1988年 - モンティ・パイソンのメンバーであるマイケル・ペイリンはBBCの同タイトル（英語での題名：Around the World in Eighty Days）の旅行番組として、フォッグとできるだけ同じルートを飛行機を使わずに辿ろうと試みた。
- 1993年から現在 - ジュール・ヴェルヌ・トロフィー（The Jules Verne Trophy）は、止まることなくまた第三者の手助けなしに世界を最も短時間で周航するボートが所有することになっている。しかし公式にトロフィーを所有するにはジュール・ヴェルヌ協会へメンバー会費を払わなければならない。現在までの記録保持者は以下の通り。
  - 1993年 Commodore Explorer、79日6時間15分56秒
  - 1994年 ENZA、74日22時間17分22秒
  - 1997年 Sport Elec、71日14時間22分8秒
  - 2002年 Orange、64日8時間37分24秒
  - 2004年 Geronimo、63日13時間59分46秒
  - 2005年 Orange II、50日16時間20分4秒
  - 2010年 Groupama 3、48日7時間44分52秒
  - 2012年 Banque Populaire V、45日13時間42分53秒
  - 2017年 IDEC SPORT、40日23時間30分30秒

## 舞台・映像化･書籍
これまで何度も舞台化、映像化、パロディ化されているが、主なものを挙げる。

### 舞台
1874年にパリのサン・マルタン橋劇場に於いて、ジュール・ヴェルヌとアドルフ・デネリーの脚本共作、楽曲をフランツ・フォン・スッペが担当した5幕15場の戯曲が上演、以後ドイツ語圏でも上演された。また、1946年にはブロードウェイで制作オーソン・ウェルズ、作曲コール・ポーターで上演されたが、75回の上演で閉幕となった。
2008年の12月15から12月20日まで、日本の「おのまさしあたあ」が『異国見聞 八十日間世界一周』という演劇公演を行った。2009年11月28日にはオーストリアのグラーツ歌劇場で、ミヒャエル・シリハン制作、マウリツィオ・ノビリ作曲のファミリーミュージカル版が初演された。

### 映画
- 『八十日間世界一周』（1956年／米・ユナイテッド・アーティスツ→ワーナー・ブラザース） ‐ 監督マイケル・アンダーソン。第29回アカデミー賞作品賞受賞。
- 『80デイズ』（2004年／米・ディズニー）

### テレビ
- 『新・八十日間世界一周』（1989年／米・ハーモニー・ゴールド・プロダクション）
- 『マイケル・ペリンの八十日間世界一周』（1989年／英・BBC）
- 『進ぬ!電波少年』で、本作を元ネタにした「電波少年的80日間世界一周」を企画実施（1999年／日本テレビ）
- 『80日間世界一周』（2021年／英・BBC）『ドクター・フー』にて10代目ドクターを務めたデイヴィッド・テナント主演の連続ドラマ

### アニメーション
- 『ポパイの80日間世界一周』（1960年／米・ジャック・キニー・プロダクション）
- 『Cattanooga Cats』のエピソード：Around the World in 79 Days（1969年／米・ハンナ・バーベラ・プロダクション）
- 『ポパイの80時間世界一周』（1980年／米・ハンナ・バーベラ・プロダクション）
- 『長靴をはいた猫 80日間世界一周』（1976年／東映動画）
- 『アニメ80日間世界一周』（1983年／西・BRB Internacional）
- 『Around the World in 80 Days』（1988年／豪・バーバンク・フィルムス）
- 『ピンキー&ブレイン』第9話「79日間世界一周」[14]（1996年／米・ワーナー・ブラザース）
- 『ミッキーの80日間世界一周』（1999年／米・ディズニー）
- 『トゥイーティーのフライングアドベンチャー』（2000年／米・ワーナー・ブラザース）

### ゲーム
- 任天堂が映画『80デイズ』を元にしたゲームボーイアドバンス版ゲームを北米圏で発売。
- 『80 days』[15]（2005年、フロッグウェアズ社発売のWindows版DVDゲーム）

### 本作の影響を受けた作品
- 銀河疾風サスライガー（テレビアニメ：1983年、国際映画社・テレビ東京）
- 大学入試センターテスト「地理B」（1998年、独立行政法人大学入試センター）

### 関連書籍
- 『ヴェルヌの『八十日間世界一周』に挑む―4万5千キロを競ったふたりの女性記者』(著:マシュー・グッドマン、2013年)